# AM4-Chipsätze
Die AM4-Chipsätze sind eine Chipsatz-Familie von AMD für Prozessoren der Zen-Architektur. Sie sind der Nachfolger der AMD-900-Serie und wurden Anfang 2017 veröffentlicht. Nach Jahren der Entwicklung entstanden große Unterschiede und Neuerungen zur vorherigen Bulldozer- und Piledriver-Architektur, sodass die Prozessoren der vorherigen FX-Generation AMD-untypisch nicht mit den neuen Chips kompatibel sind. Für die FCH-Chipsätze wurden bereits die Northbridge und der IGP in den Prozessor verlegt, sie wurden aber nur für APUs eingesetzt. Bei AM4 ist die Northbridge jetzt auch bei CPUs im Prozessor integriert und es gibt nur noch einen Sockel für sowohl CPUs als auch APUs. Zur Nutzung der IGP einer APU muss dennoch darauf geachtet werden, dass einige Computerspieler-Mainboards auf die nötigen Monitoranschlüsse verzichten, da ihre Zielgruppe ohnehin eine dedizierte Grafikkarte verwenden wird.
Die Chips unterstützen Prozessoren der Zen- und Zen+-Generation. Die 300er-Serie benötigt jedoch ein BIOS-Update, um Zen+ (Ryzen-CPUs der 2000er Serie) nutzen zu können, während die jüngere 400er Serie ab Werk die neuen Prozessoren erkennt. Da es einige Hersteller versäumten, die älteren Mainboards mit einem Update auszuliefern, benötigten einige Kunden eine CPU der vorherigen Serie, um das Update selbst durchzuführen. Diese bot AMD dafür als Leih-CPUs an betroffene Kunden an.
Die A/B- oder X300 sind als Mini-ITX-Chipsätze konzipiert und bieten daher relativ wenige zusätzliche Schnittstellen und sind besonders stromsparend. Dabei handelt es sich nicht um separate Chips, Produkte mit diesen „Chipsätzen“ verwenden nur die eingebaute Funktionalität der CPUs.
Der Mitte 2019 vorgestellte Chipsatz X570 verfügt über PCIe 4.0 und unterstützt Zen2 und das neu vorgestellte Zen3. Chipsätze der 400er Serie erhalten ein BIOS-Update für Zen3, die ältere 300er-Serie (ab dem B350-Chipsatz) bekommt aber nur eventuelle Beta-BIOS-Versionen von den Boardpartnern, um Zen2 nutzen zu können. Tatsächlich boten Mainboard-Hersteller BIOS-Updates zur Unterstützung von Zen2 auch für A320-basierte Boards an.
Es gibt fünf Hersteller von AM4-Mainboards, deren Produkte in Europa erhältlich sind: ASRock, Asus, Biostar, Gigabyte und MSI. Weitere Hersteller sind ECS und die chinesische Firma Colorful (auch Colorfly genannt).

## Modellübersicht
| Chipsatz                        | Chipsatz                        | A320         | B350         | X370         | B450         | X470         | A520         | B550         | X570      |
| ------------------------------- | ------------------------------- | ------------ | ------------ | ------------ | ------------ | ------------ | ------------ | ------------ | --------- |
| Architektur                     | Architektur                     | Promontory   | Promontory   | Promontory   | Promontory   | Promontory   | Promontory   | Promontory   | Bixby     |
| CPU-Unterstützung               | Zen 3                           | Variiert (a) | Variiert (a) | Variiert (a) | Variiert (b) | Variiert (b) | Variiert (b) | Variiert (b) | Ja        |
| CPU-Unterstützung               | Zen 2                           | Variiert (a) | Variiert (a) | Variiert (a) | Ja           | Ja           | Ja           | Ja           | Ja        |
| CPU-Unterstützung               | Zen+                            | Ja           | Ja           | Ja           | Ja           | Ja           | Ja           | Ja           | Ja        |
| CPU-Unterstützung               | Zen                             | Ja           | Ja           | Ja           | Ja           | Ja           | Variiert     | Variiert     | Ja        |
| Übertaktung                     | Übertaktung                     | Nein         | Ja           | Ja           | Ja           | Ja           | Nein         | Ja           | Ja        |
| PCIe- Unterstützung (maximal)   | CPU                             | 3.0 ×4       | 3.0 ×4       | 3.0 ×4       | 3.0 ×4       | 3.0 ×4       | 3.0 ×4       | 3.0 ×4       | 4.0 ×4    |
| PCIe- Unterstützung (maximal)   | 4.0                             | 0            | 0            | 0            | 0            | 0            | 0            | 0            | ×16       |
| PCIe- Unterstützung (maximal)   | 3.0                             | 0            | 0            | 0            | 0            | 0            | ×6           | ×10          | 0         |
| PCIe- Unterstützung (maximal)   | 2.0                             | ×4           | ×6           | ×8           | ×6           | ×8           | 0            | 0            | 0         |
| Multi-GPU                       | CrossFire                       | Nein         | Ja           | Ja           | Ja           | Ja           | Nein         | Ja           | Ja        |
| Multi-GPU                       | SLI                             | Nein         | Nein         | Ja           | Nein         | Ja           | Nein         | Variiert     | Ja        |
| USB 2.0-Anschlüsse (480 Mbit/s) | USB 2.0-Anschlüsse (480 Mbit/s) | 6            | 6            | 6            | 6            | 6            | 6            | 6            | 4         |
| USB 3.2- Anschlüsse (maximal)   | Gen 1 (5 Gbit/s)                | 2            | 2            | 6            | 2            | 6            | 2            | 2            | 0         |
| USB 3.2- Anschlüsse (maximal)   | Gen 2 (10 Gbit/s)               | 1            | 2            | 2            | 2            | 2            | 1            | 2            | 8         |
| Speicher- eigenschaften         | SATA-Anschlüsse                 | 4            | 4            | 8            | 4            | 8            | 4            | 6            | 12        |
| Speicher- eigenschaften         | RAID                            | 0, 1, 10     | 0, 1, 10     | 0, 1, 10     | 0, 1, 10     | 0, 1, 10     | 0, 1, 10     | 0, 1, 10     | 0, 1, 10  |
| Speicher- eigenschaften         | AMD StoreMI                     | Nein         | Nein         | Nein         | Ja           | Ja           | Ja           | Ja           | Ja        |
| TDP                             | TDP                             | 5 W          | 5 W          | 5 W          | 5 W          | 5 W          | 5 W          | 5 W          | 15 W      |
| Markteinführung                 | Markteinführung                 | Februar 2017 | Februar 2017 | Februar 2017 | März 2018    | März 2018    | August 2020  | Juni 2020    | Juli 2019 |